# 松田直秀
松田 直秀（まつだ なおひで）は、戦国時代から安土桃山時代にかけての武将。後北条氏の家臣。父は松田憲秀、兄は笠原政晴。

## 来歴
松田憲秀の次男。諱の直秀の「直」の字は主君・北条氏直から偏諱。
兄・政晴は笠原氏の家督を継承していた為、直秀が松田氏の家督を継承する。天正17年(1589年)5月に父の隠居により家督を継承、左馬助を称す。直秀は北条氏直より寵愛されていた。天正18年(1590年)、小田原合戦では小田原城に籠城したが、籠城中に父や兄が豊臣秀吉に内応したことを北条氏直に告発。その忠義を激賞された。小田原城が開城した後、氏直に従い高野山に入るが、氏直が死去した後は前田氏に4千石で登用された。
高野山にいた頃、名前を「直秀」から父の諱の一字をとって「直憲」と改名している。